# Speedline (entreprise)
Speedline est une entreprise italienne fondée en 1975 qui fabrique des jantes en alliage d'aluminium pour automobiles de sport, le tuning, mais aussi pour plusieurs catégories sportives comme la Formule 3 et d'autres monoplaces comme la Formule Campus, le rallye, le DTM et le Super GT.
La distribution est assurée par SL Corse Ltd, une compagnie établie en Grande-Bretagne.